# Torrente Salarno
Il Salarno è un torrente della Val Camonica, in provincia di Brescia, lungo 14 km.

## Idrografia
Nasce dal Corno Miller, nel Gruppo dell'Adamello, scorre nella Val Salarno lambendo il Rifugio Paolo Prudenzini, forma il lago Dosazzo ed il lago di Salarno e confluisce da destra nel Poia all'altezza di Fresine, frazione di Saviore dell'Adamello, in Val Camonica.
Bagna le frazioni di Ponte e Fabrezza. I comuni attraversati sono Saviore dell'Adamello, Cevo e Cedegolo.